# Silencio de radio
Silencio de radio es un término que significa el cese total de las comunicaciones por radio. Aplicado al ámbito militar significa que no se permite transmitir nada ni en telefonía ni en morse, hasta que se dé la orden de restaurar la emisión. El silencio de radio tiene como objetivo impedir la localización o alerta por parte del enemigo, y fueron muy frecuentes durante las operaciones aéreas de la Segunda Guerra Mundial.
También se aplica a otros campos, como la radioastronomía para impedir que las señales electromagnéticas creadas por el hombre interfieran con una determinada estación, en las comunicaciones marítimas para facilitar la escucha de señales débiles, o en cualquier operación de rescate aéreo para facilitar la coordinación entre rescatadores y rescatado.